# بطولة أوروبا تحت 19 سنة لكرة القدم 2013
بطولة أوروبا تحت 19 سنة لكرة القدم 2013 سوف تكون النسخة الحادية عشر من بطولة أوروبا تحت 17 سنة لكرة القدم التي ينظمها اليويفا. وسوف تنظم النهائيات ليتوانيا. الاعبون المولودون بعد 1 يناير 1994 هم مؤهلون للمشاركة في هذه البطولة.

## التصفيات
ستسبق المسابقة النهائية لبطولة أوروبا تحت 19 سنة لكرة القدم 2013 مرحلتين من التصفيات: دور التصفيات ودور النخبة. وخلال هذه الأدوار، سوف يتنافس 52 منتخب وطني لتحديد الفرق السبعة المتأهلة.

## المشاركون
- ليتوانيا (المضيف)